# Eadwine del Sussex
Eadwine (... – 982) fu re del Sussex.
Morì nel 982 e venne sepolto nell'abbazia di Abingdon, nel Berkshire, dove venne compilata una delle versioni della Cronaca anglosassone, in cui è definito princeps Australium Saxonum, Eadwinus nomine. È anche menzionato in alcuni documenti